# Національний парк Блу-Маунтінс і Джон Кроу

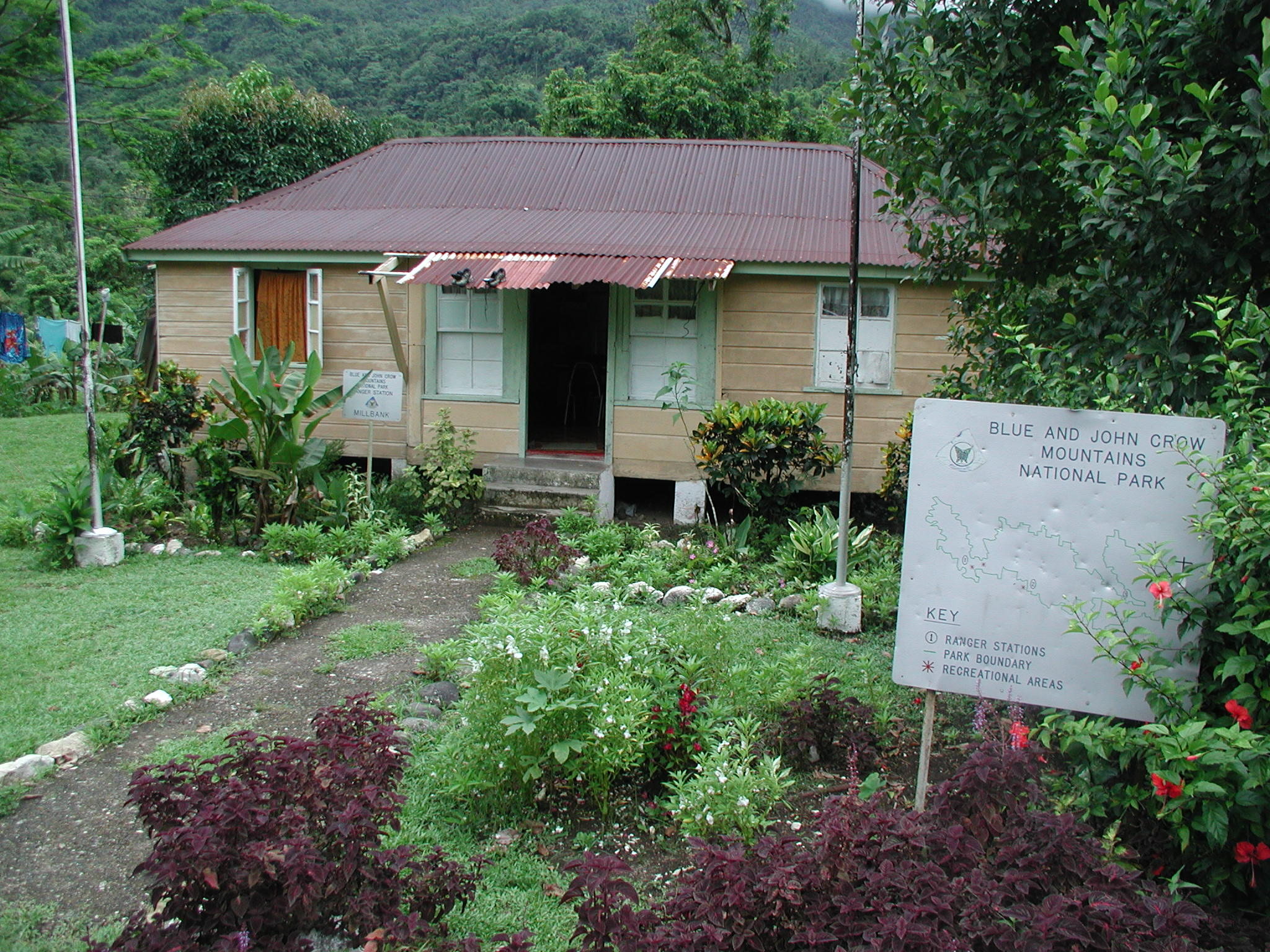
Рейнджерська станція Національного парку Блу-Маунтінс та Джона Кроу, червень 2005 р.

Національний парк Блу-Маунтінс та Джон Кроу — національний парк на Ямайці. Парк охоплює 495,2 км2 і становить 4,5 % площі суходолу Ямайки. Свою назву він отримав від Блу-Маунтінс, гірського хребта, що простягається крізь нього, а також від звичайного птаха, знайденого в парку, «ворона Джона» або катарта червоноголова (Cathartes aura). Парк відомий у всьому світі своїм біорізноманіттям. Цей парк є останнім із двох відомих місць проживання гігантського метелика з ластівчин хвіст (Papilio homerus), найбільшого метелика у Західній півкулі, а також середовища проживання зникаючого ямайського касику (Nesopsar nigerrimus), прихистку для ямайського удава (Chilabothrus subflavus) і ямайська хутія (Geocapromys brownii).
Парк був внесений до списку Світової спадщини ЮНЕСКО за змішаними критеріями (культурними та природними) 3 липня 2015 року.